# Sévigny-Waleppe
Sévigny-Waleppe település Franciaországban, Ardennes megyében. Lakosainak száma 222 fő (2022. január 1.). Sévigny-Waleppe Dizy-le-Gros, Nizy-le-Comte, Le Thuel, Hannogne-Saint-Rémy, Renneville, Saint-Quentin-le-Petit és Seraincourt községekkel határos.

## Népesség
A település népessége az elmúlt években az alábbi módon változott:
| Lakosok száma | 373  | 303  | 269  | 263  | 242  | 231  | 227  | 224  | 223  | 222  |
|               | 1968 | 1982 | 1990 | 2006 | 2013 | 2015 | 2017 | 2019 | 2020 | 2022 |